# Mitja Dragšič
Mitja Dragšič, né le 21 juillet 1979 à Maribor, est un skieur alpin slovène, spécialiste du slalom.

## Biographie
Membre du club de Maribor, sa ville natale, il fait ses débuts internationaux en 1995.
En 1997, il se révèle en remportant le titre de champion du monde junior de slalom à Schladming. Il est alors convié aux Finales de la Coupe du monde à Vail.
L'hiver suivant, il fait ses débuts dans la Coupe d'Europe et y marque ses premiers points.
Aux Championnats du monde junior 1999 à Pra Loup, il remporte la médaille de bronze sur le slalom géant.
En 2001, il passe un nouveau cap, le top dix en Coupe d'Europe, qui se transforme rapidement en podium en slalom à Bad Wiessee, puis en victoire à Wildschönau.
En 2001-2002, il est de nouveau plusieurs fois victorieux en Coupe d'Europe, avant de  retrouver la Coupe du monde et se qualifier pour sa première deuxième manche en slalom à Adelboden, où il enregistre le douzième temps et donc des points. Il reçoit plus tard une sélection pour le combiné des Jeux olympiques de Salt Lake City (non classé), avant de gagner le titre national en slalom.
En novembre 2002, il rentre pour la première fois dans le top dix en Coupe du monde en finissant neuvième du slalom à Park City. Aux Championnats du monde 2003 à Saint-Moritz, c'est au combiné qu'il obtient son meilleur classement avec le treizième rang.
En décembre 2004, il finit quatrième du slalom de Flachau, à cinq dixièmes de seconde du vainqueur Giorgio Rocca, pour établir sa meilleure performance en Coupe du monde. De même, aux Championnats du monde à Bormio quelques semaines plus tard, il conclut le slalom au huitième rang, soit sa meilleure place en grand championnat.
En 2005-2006, sur neuf courses de Coupe du monde, il ne parvient à ne marquer aucun point et échoue à se faire sélectionner pour les Jeux olympiques de Turin.
Il court ensuite aux Championnats du monde 2007, à Åre, où il ne termine pas le slalom et 2009 à Val d'Isère, en slalom, où il enfourche. Entre-temps, il signe son dernier podium en Coupe d'Europe (son quatorzième) et égale sa meilleure performance en Coupe du monde en mars 2008 à Bormio (quatrième).
En 2010, Dragšič prend part à son ultime rendez-vous majeur, les Jeux olympiques de Vancouver, sur le slalom, dont il ne peut finir le parcours. 
Son niveau ayant baissé ces dernières années, il annonce sa retraite sportive devant son public à Kranjska Gora en 2011.

## Palmarès

### Jeux olympiques d'hiver
| Épreuve / Édition | Nagano 1998 | Salt Lake City 2002 | Vancouver 2010 |
| Slalom            |             | Abandon             |                |
| Combiné           | non classé  |                     |                |

### Championnats du monde
| Épreuve / Édition | Saint-Moritz 2003 | Bormio 2005 | Åre 2007    | Val d'Isère 2009 |
| Slalom géant      | 28e               |             |             |                  |
| Slalom            | 19e               | 8e          | Disqualifié | Abandon          |
| Combiné           | 13e               |             |             |                  |

### Coupe du monde
- Meilleur classement général : 52e en 2008.
- Meilleur résultat : 4e.

| Saison/Classement | Général | Général | Slalom | Slalom |
| Saison/Classement | Class.  | Points  | Class. | Points |
| ----------------- | ------- | ------- | ------ | ------ |
| 2002              | 98e     | 36      | 40e    | 36     |
| 2003              | 61e     | 105     | 22e    | 105    |
| 2004              | 65e     | 101     | 29e    | 101    |
| 2005              | 72e     | 75      | 27e    | 75     |
| 2007              | 104e    | 34      | 39e    | 34     |
| 2008              | 52e     | 161     | 16e    | 161    |
| 2009              | 82e     | 69      | 27e    | 69     |
| 2010              | 145e    | 6       | 58e    | 6      |

### Championnats du monde junior
- Médaille d'or du slalom en 1997.
- Médaille de bronze du slalom géant en 1999.

### Coupe d'Europe
- Deuxième du classement de slalom en 2002.
- 14 podiums, dont 4 victoires.

### Championnats de Slovénie
- Champion en slalom en 2002 et 2006.
- Champion en super combiné en 2009.